# Hane (Islas Marquesas)
Hane es el asentamiento más grande de la isla de Ua Huka, en las islas Marquesas de la Polinesia Francesa, es un notable sitio arqueológico es el segundo pueblo con más habitantes de la isla .

## Geografía
Se encuentra entre el aeropuerto y la aldea de Hokatu, al suroeste del Monte Hitikau. El monte Hitikau (884 m) está situado al noreste.

## Inferencias arqueológicas

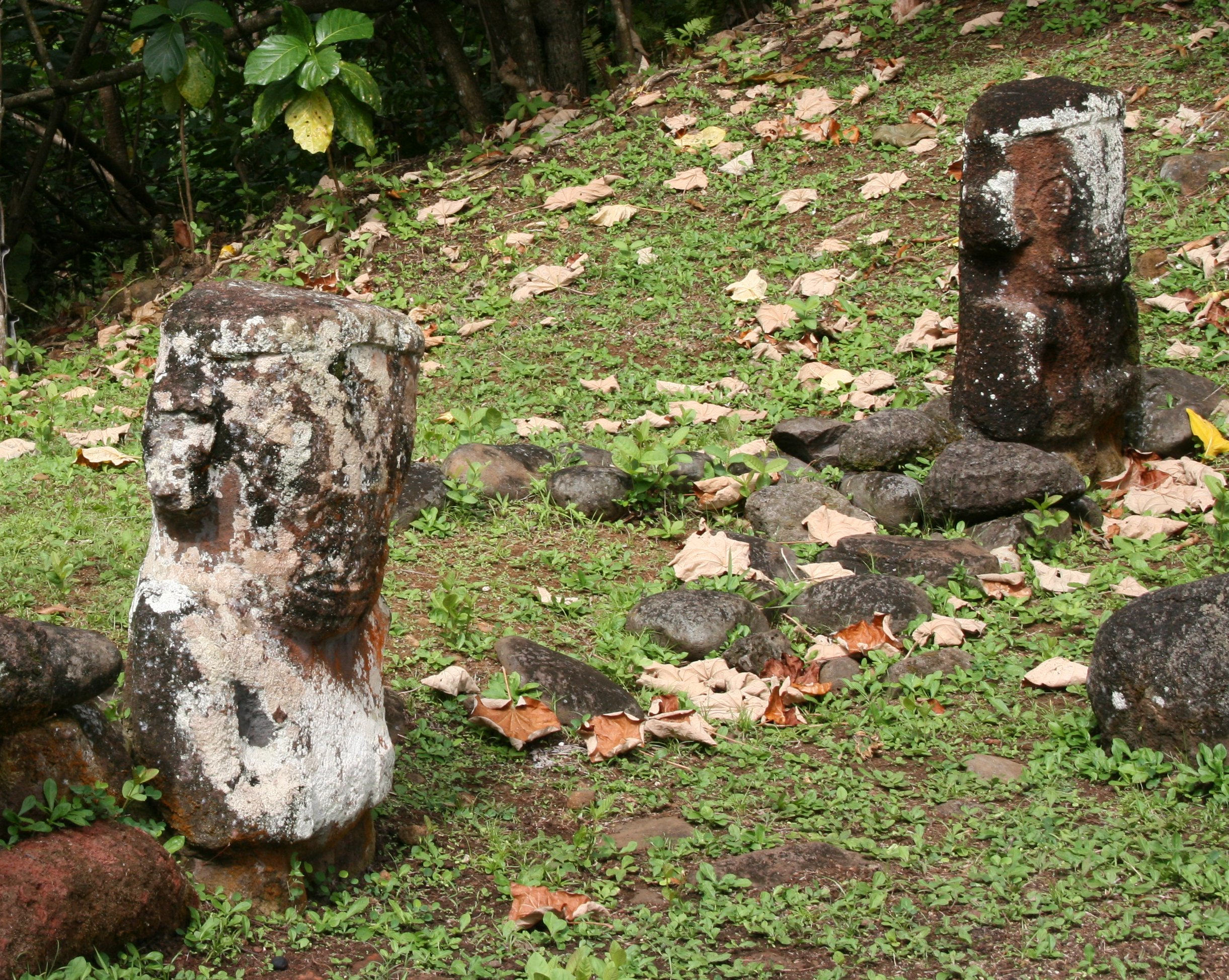
Dos de los tres tikis encontrados en el yacimiento de Meiaute.

Los yacimientos arqueológicos de Tehavea y Meiaute se encuentran a poca distancia del pueblo. El área fue excavada por primera vez por Yosihiko H. Sinoto en 1964-1965. Sus excavaciones revelaron más de 12.000 huesos de aves, de los cuales casi 10.000 pertenecían a unas siete especies de pardelas y petreles. Durante las investigaciones arqueológicas en Hane, también se encontraron fragmentos de cerámica debajo de una superficie rocosa y datados inicialmente entre el 300 y el 600. Sin embargo, la datación por radiocarbono indica un período de ocupación entre el 900 y el 1200.

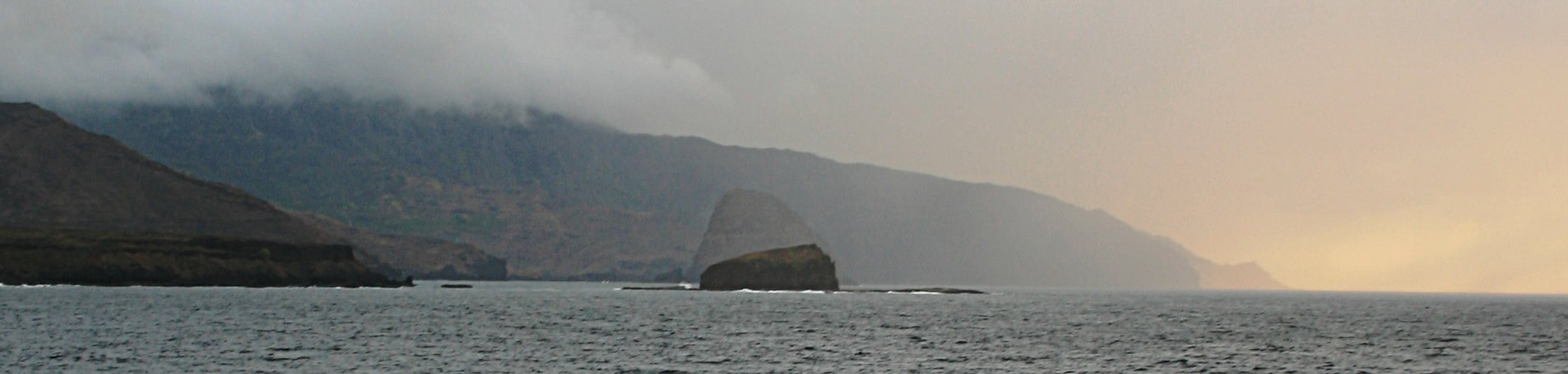
Costa sur de la isla de Ua Huka

En Hane se llevaron a cabo investigaciones adicionales a partir de la década de 1990 durante un período de unos 20 años. Las excavaciones de 2009 revelaron que la fecha de ocupación más antigua del archipiélago, incluida la Polinesia Francesa, era alrededor del año 1000, cuando la gente dependía de los recursos marinos. Sin embargo, alrededor del año1200, se produjo un cambio en el patrón ocupacional, con viviendas hechas de materiales perecederos construidas sobre zócalos de piedra. Posteriormente, el sitio quedó desierto a medida que la población se trasladaba a los valles, y entre 1200 y 1400 las zonas costeras, incluido Hane, se utilizaron principalmente como cementerios.

## Lugares emblemáticos
El Museo del Mar (Le musée de la Mer) contiene exposiciones de artefactos tradicionales utilizados para la pesca, anzuelos, explicaciones sobre antiguas técnicas de pesca, una colección de canoas y un centro de artesanía. Auberge Hitikau es un pequeño albergue y restaurante que debe su nombre a la montaña; contiene cuatro habitaciones dobles, con un restaurante que destaca por sus platos de cabra, cerdo y tortillas de kaveka. También hay un hospital.